# Вестеринен, Вильо
Ви́льо "Вили" Ве́стеринен (фин. Viljo Vesterinen; 26 марта 1907, Оллила (по другим сведениям — Кивеннапа), Финляндия — 18 мая 1961, Хельсинки) — финский аккордеонист и композитор, четырёхкратный победитель конкурсов баянистов Скандинавии (в 1934, 1936, 1938 и 1939 годах), в 1935 году занял второе место.
С 1929 по 1931 год играл в оркестре Суомн Яц Оркестр (Финляндия Джаз Оркестр), затем в Даллапе-оркестре; также выступал сольно и дуэтом; всего он сделал около 700 грамзаписей. Его пластинки с успехом продавались не только в Финляндии и Скандинавии, но и по всей Европе. Особенно известна его Полька Сяккиярви, записанная в 1939 году и использовавшаяся в военных целях во время советско-финской войны 1941−1944 годов: с её помощью создавались радиопомехи, не позволявшие радиосигналу взорвать мины, заложенные советскими войсками при отступлении из Выборга.
Умер в Хельсинки 18 мая 1961 года. Похоронен на кладбище Хонканумме, квартал 26, в одной могиле с женой Тойни (1921–1991).